# Batalla de Reading (1688)
La batalla de Reading se libró en 1688 en Reading, en el condado inglés de Berkshire. Fue la única acción militar de alguna importancia que sucedió en Inglaterra durante la Revolución gloriosa. También es conocida como la batalla de la Calle Ancha, así llamada por la calle principal de Reading, donde tuvo lugar casi toda la lucha, la escaramuza de Reading o el combate de Reading.
El 5 de noviembre de 1688, Guillermo de Orange y su esposa María, hija de Jacobo II de Inglaterra, desembarcaron en Torbay, en el sudoeste de Inglaterra, a la cabeza de un ejército holandés para arrebatar el poder al rey Jacobo II. Después de retirarse de Salisbury, la fuerza principal de Jacobo II se acantonó en Hounslow Heath, mientras una avanzadilla de 600 hombres se dispuso en Reading para contener el avance de los holandeses hacia Londres. Estos 600 hombres eran en su mayoría irlandeses católicos al mando de Patrick Sarsfield, del que rumores descabellados afirmaban que pretendía masacrar a los habitantes de la ciudad.
El domingo, 9 de diciembre, Jacobo II envió a parte de su ejército a Reading para detener al ejército protestante. La gente de Reading ya habían mandado un mensajero para pedir ayuda a Guillermo, que estaba en Hungerford. Guillermo envió una fuerza de auxilio de unos 250 soldados holandeses a la ciudad. Avisado de antemano de las posiciones de los Realistas en la ciudad, atacaron desde una dirección inesperada y llegaron al centro de Reading. El ataque holandés, apoyado por los hombres de Reading que disparaban desde sus ventanas, forzó a los irlandeses a retroceder precipitadamente, dejando detrás -dependiendo de las fuentes- entre 20 y 50 muertos. En el lado holandés hubo pocas bajas, entre ellas un oficial católico.
Jacobo estaba convencido de que solamente podía confiar en las tropas irlandesas para defenderle, pero esta derrota ante una fuerza inferior y la voluntad de la gente de Reading en apoyar la invasión holandesa, dejaron clara la debilidad de su posición. Así que el martes, 11 de diciembre, Jacobo intentó huir a Londres, pero dicho intento fue abortado y emprendió la marcha a Francia, donde encontró el apoyo de Luis XIV y después a Irlanda, donde gran parte de la población le apoyaba. Sus últimas esperanzas de recuperar el trono se desvanecieron con su derrota en la Guerra Jacobita de Irlanda.